# Hanne Kulessa

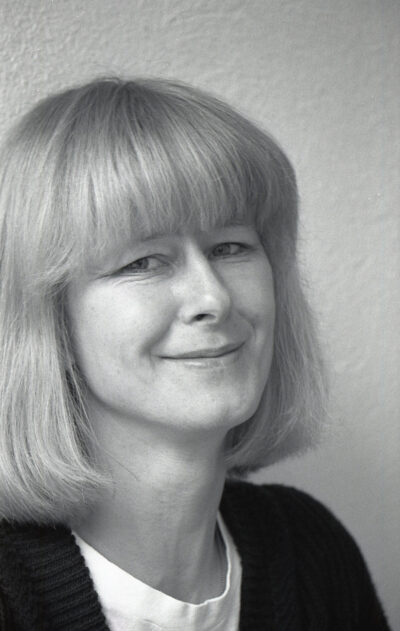
Hanne Kulessa (1985)

Hanne Kulessa (* 3. Februar 1951 in Loxstedt; † 24. Juli 2022 in Frankfurt am Main) war eine deutsche Autorin, Journalistin und Hörfunkmoderatorin.

## Leben
Der Lehre als Buchhändlerin schloss sich ein Studium der Germanistik und eine Verlagstätigkeit an. Ab 1982 war Hanne Kulessa freiberuflich tätig.
Ab 1985 arbeitete sie als Redakteurin und Moderatorin für das Kulturprogramm des Hörfunks beim Hessischen Rundfunk, hr2-kultur. Zu Anfang moderierte sie insbesondere die morgendliche Sendung Die Alternative – Kultur am Vormittag. In neuerer Zeit betreute sie das Hörbuchmagazin, in dem unter anderem die Hörbuchbestenliste monatlich vorgestellt wird. Außerdem führte sie bisweilen Interviews mit Autoren in der Sendung Doppelkopf. Sie gehörte dem Rateteam von Peter Härtlings Sendung Literatur im Kreuzverhör an. Kulessa verfasste auch Buchbesprechungen für den hr.
Hanne Kulessa hat seit 1998 über 100 Literaturveranstaltungen im Auftrag der Frankfurter Bürgerstiftung im Holzhausenschlösschen konzipiert und moderiert. Die letzte öffentliche Veranstaltung mit Hanne Kulessa fand am 24. April 2022 im Holzhausenschlösschen in der Reihe „Salon kontrovers: Briefe – schreiben und lesen“ über den Briefwechsel Grete Adornos und Walter Benjamins statt.  
In der Jury der Deutschen Schillerstiftung von 1859 arbeitete Hanne Kulessa ab 2002 mit; ab 2003 war sie zudem Dozentin an der Johann-Wolfgang-Goethe-Universität Frankfurt am Main.
Eine besondere Liebe verband sie mit der ukrainischen Kultur- und Literaturszene. Im Februar 2014 organisierte sie für den Fachbereich Buch- und Medienpraxis Lesungen und eine Ausstellung „Bewegliche Territorien“ mit renommierten ukrainischen Autorinnen und Autoren, insbesondere mit Jurko Prochasko pflegte sie eine langjährige Freundschaft, im Herbst 2013 und 2014 besuchte sie als Repräsentantin der Deutschen Akademie für Sprache und Dichtung die Literaturveranstaltung Meridian Czernowitz.
Kulessa veröffentlichte zahlreiche Anthologien, Erzählungen und Kinderbücher sowie zwei Romane, sie wirkte auch als Herausgeberin und publizierte auch in verschiedenen Literaturzeitschriften. Sie lebte in Frankfurt am Main.

## Schriften (Auswahl)
Autorin
- Wann kommt der grosse Buntspecht? Mit Bildern von Ursula Kirchberg. Gerstenberg, Hildesheim 1992, ISBN 3-8067-4626-5.
- Der große schwarze Akt, Roman. Weidle Verlag, Bonn 2008, ISBN 978-3-938803-09-7.
- An Kuhl. Roman. Ch. Schroer, Bergisch Gladbach 2014, ISBN 978-3-95445-036-7.

### Herausgeberin
- Die kleine Namens-Bibliothek, 11 Publikationen von „Anna“ bis „Thomas“, illustriert von  F. K. Waechter, Fischer, Frankfurt am Main 1984–1985 DNB 551031204:
  - Anna, 1985, ISBN 3-596-22556-6.
  - Andreas, 1985, ISBN 3-596-22559-0.
  - Barbara, 1985, ISBN 3-596-22558-2.
  - Christian, 1985, ISBN 3-596-22561-2.
  - Elisabeth, 1984, ISBN 3-596-22553-1.
  - Katharina, 1984, ISBN 3-596-22555-8.
  - Marianne, 1985, ISBN 3-596-22560-4.
  - Michael, 1984, ISBN 3-596-22552-3.
  - Peter, 1984, ISBN 3-596-22551-5.
  - Robert, 1984, ISBN 3-596-22554-X,
  - Thomas, 1985, ISBN 3-596-22557-4.
- Tagebuch eines halbwüchsigen Mädchens, mit einem Vorwort von Alice Miller. Suhrkamp,  Frankfurt am Main 1987, ISBN 3-518-37963-1 (= Suhrkamp-Taschenbuch 1463).
- Elga Kern, Wie sie dazu kamen: Lebensfragmente bordellierter Mädchen. Herausgegeben und mit einem Nachwort von Hanne Kulessa. Darmstadt-Neuwied, Luchterhand, 1985.
- Margarete Böhme: Tagebuch einer Verlorenen. Von einer Toten. Neu herausgegeben und mit einem Nachwort versehen von Hanne Kulessa. Suhrkamp, Frankfurt am Main 1989, ISBN 3-518-38140-7.
- Dreieich, eine Stadt. Buchschlag, Dreieichenhain, Götzenhain, Offenthal, Sprendlingen. Frankfurt am Main, Waldemar Kramer, 1989.
- Nenne deinen lieben Namen, den du mir so lang verborgen. Schriftsteller über Vornamen. Claasen, Düsseldorf 1990, ISBN 3-546-45811-7.
- Herznaht: Ärzte, die Dichter waren – von Benn bis Schnitzler. Europa-Verlag. Hamburg / Wien 2001, ISBN 3-203-79190-0; Neuausgabe 2008, ISBN 3-203-79026-2.
- Ruthard Stäblein, Carolina Romahn und Hanne Kulessa (Hrsg.), Die Stadt am Fluß. Literaturstadt Frankfurt am Main. Frankfurt am Main, Suhrkamp, 2002.
- Bücher sind unser Kapital ! Autorenbuchhandlung Marx & Co 25 Jahre (1979–2004). Eine Firmengeschichte. Frankfurt am Main, Selbstverlag, 2004.
- Grüne Liebe, grünes Gift: dreizehn Geschichten und ein Gedicht über die Wildnis der Zimmerpflanze, Heinrich und Hahn, Frankfurt am Main 2006, ISBN 978-3-86597-040-4.
- Jörg Steiner: Im Sessel von Robert Walser: Kartenpost; herausgegeben von Hanne Kulessa, Limmat, Zürich 2015, ISBN 978-3-85791-762-2.